# Aérodrome d'Alençon - Valframbert
L’aérodrome d’Alençon - Valframbert (code OACI : LFOF) est un aérodrome ouvert à la circulation aérienne publique (CAP), situé sur les communes de Cerisé et de Valframbert à 2,5 km au nord-est d’Alençon dans l’Orne (région Normandie, France).
Il est utilisé pour la pratique d’activités de loisirs et de tourisme (aviation légère).

## Histoire
Le 4 avril 1912, un lieutenant venu rendre visite à un ami militaire pose pour la première fois un avion à Alençon sur le champ de course. Cet évènement ayant attiré une foule de curieux, il est alors prévu d'organiser une démonstration aérienne lors de la fête de l'Agriculture qui se tient deux mois plus tard. Le succès de cette démonstration donne naissance à la première fête de l'Aviation organisée à Alençon à l’occasion du 14 Juillet 1912 sur le champ de manœuvres militaires situé à Arçonnay.
L'enthousiasme suscité par cet évènement qui devient régulier pousse alors Marcel Leboucher, le fils d’un conseiller municipal d'Alençon, d'oeuvrer pour la construction d'un terrain d'aviation civil sur la commune. Ce n'est qu'après la guerre que Félix Besnard-Bernadac, l'architecte du premier monument aux morts d’Alençon, relance ce projet et devient le premier président du comité alençonnais de la Ligue Aéronautique de France. En 1932, l’Aéroclub de l’Orne est créé et relance le projet de terrain d’aviation.
En 1936, la construction de l’aérodrome d’Alençon-Valframbert est décidée.
En 1939, l'aérodrome est inauguré route de Paris. Un projet d'agrandissement est très vite envisagé par le Ministère de l'Air, mais l'arrivée de la Seconde Guerre mondiale va y mettre un terme.
En 1940. les Allemands rendent le terrain inutilisable en le recouvrant de barbelés et en le parsemant de fossés et de poteaux.
Après la Seconde guerre mondiale, l’aérodrome est remis en état, et reprend le projet d'agrandissement pour pouvoir accueillir des avions plus grands et potentiellement des lignes commerciales de passagers. Le développement urbain bloque toutefois le projet et un déménagement est alors envisagé en 1961 d'abord sur la commune de Forges, puis à Essay et finalement à Sées.
Tous ces projets, contestés par une partie de la population locale, seront abandonnés avant 1975, année durant laquelle le ministère de l’Air évoque la refonte totale de la carte de l’aviation en France.
Dans cette refonte, le ministère préconise que l’Orne ne devrait compter plus que deux aérodromes sur les cinq existants. Un projet de fusion entre l'aérodrome d'Alençon et celui d'Argentan est envisagé sur un site à Neuville-près-Sées, mais les divergences politiques ne permettront pas au projet d'aboutir.
Dix ans plus tard, le projet d'un terrain d'aviation à Sées réapparait, cette fois sous la forme d’un aéroport départemental. Le Conseil général achète des terrains pour l’accueillir et dépenses des centaines de milliers d’euros en études préalables. Repris en 2002 et approuvé en 2007, ce projet est finalement abandonné en 2011.

## Installations
L’aérodrome dispose de deux pistes orientées est-ouest (07/25) :
- une piste bitumée longue de 780 mètres et large de 18 ;
- une piste en herbe longue de 730 mètres et large de 20, accolée à la première et réservée aux planeurs et aux avions de servitude.

L’aérodrome n’est pas contrôlé. Les communications s’effectuent en auto-information sur la fréquence de 118,330 MHz.
L’avitaillement en carburant (UL91) est possible.

## Activités
- Aéroclub d’Alençon et sa région
- Amicale alençonnaise des avions anciens
- Association de voltige alençonnaise
- Centre départemental de formation en vol à voile
- Atelier de maintenance aéronautique "Nord Ouest Aéro"
- ULM (privé)
- Aéromodèle club alençonnais (aéromodélisme)

Siège social du Comité Départemental Aéronautique de l'Orne (CDAO)